# Lege de conservare
În fizică, o lege de conservare afirmă că o anumită proprietate măsurabilă a unui sistem fizic izolat nu se schimbă atunci când sistemul evoluează în timp. Legi de conservare exacte sunt conservarea energiei, conservarea impulsului, conservarea momentului cinetic și conservarea sarcinii electrice. Există, de asemenea, multe legi aproximative de conservare, care se aplică unor mărimi precum masa, paritatea⁠(d), numărul leptonic⁠(d), numărul barionic, stranietatea⁠(d), hipersarcina⁠(d) etc. Aceste mărimi sunt conservate în anumite clase de procese fizice, dar nu în toate.
O lege de conservare locală este de obicei exprimată matematic ca o ecuație de continuitate, o ecuație cu derivate parțiale care dă o relație între mărimea cantității și „transportul” acelei cantități. Aceasta afirmă că mărimea cantității conservate într-un punct sau în interiorul unui volum se poate modifica numai cu mărimea cantității care intră sau iese din volum.
Din teorema lui Noether⁠(d), orice simetrie diferențiabilă conduce la o lege de conservare. Pot exista și alte mărimi fizice care se conservă.

## Legile de conservare ca legi fundamentale ale naturii
Legile de conservare sunt fundamentale pentru înțelegerea noastră a lumii fizice, în sensul că ele descriu ce procese pot sau nu pot avea loc în natură. De exemplu, legea conservării energiei afirmă că se conservă cantitatea totală de energie dintr-un sistem izolat, deși ea își poate schimba forma. În general, cantitatea totală a proprietății descrise de legea respectivă rămâne neschimbată în timpul proceselor fizice. În ceea ce privește fizica clasică, legile de conservare sunt conservarea energiei, a masei (sau materiei), a impulsului, a momentului cinetic și a sarcinii electrice. În ceea ce privește fizica particulelor, particulele nu pot fi create sau distruse decât în perechi, unde una este cea comună, iar cealaltă este antiparticula sa. În ceea ce privește simetriile și principiile de invarianță, au fost descrise trei legi speciale de conservare, asociate cu inversarea spațiului, timpului și sarcinii electrice.
Legile de conservare sunt considerate a fi legi fundamentale ale naturii, cu aplicare largă în fizică, precum și în alte domenii precum chimie, biologie, geologie și inginerie.
Majoritatea legilor de conservare sunt exacte, sau absolute, în sensul că se aplică tuturor proceselor posibile. Unele legi de conservare sunt parțiale, în sensul că sunt valabile pentru unele procese, dar nu pentru altele.
Un rezultat deosebit de important referitor la legile de conservare este teorema lui Noether, care afirmă că există o corespondență biunivocă între fiecare dintre ele și o simetrie diferențiabilă a naturii. De exemplu, conservarea energiei rezultă din invarianța în timp a sistemelor fizice, iar conservarea momentului cinetic rezultă din faptul că sistemele fizice se comportă la fel, indiferent de modul cum sunt orientate în spațiu.

## Legi de conservare exacte
O listă incompletă a ecuațiilor de conservare a unor mărimi fizice datorită simetriei, despre care se spune că sunt legi exacte sau, mai exact, nu s-au dovedit niciodată că ar fi fost încălcate:
| Lege de conservare                                                  | Simetria respectivă invariantă după Noether | Simetria respectivă invariantă după Noether | Numărul parametrilor independenți (adică dimensiunea spațiului fazelor) | Numărul parametrilor independenți (adică dimensiunea spațiului fazelor)           |
| ------------------------------------------------------------------- | ------------------------------------------- | ------------------------------------------- | ----------------------------------------------------------------------- | --------------------------------------------------------------------------------- |
| Conservarea masă-energie E                                          | Invarianța la translația temporală          | Invarianța Poincaré                         | 1                                                                       | Translația timpului pe axa t                                                      |
| Conservarea impulsului p                                            | Invarianța la translația spațială           | Invarianța Poincaré                         | 3                                                                       | Translația spațiului pe axele x,y,z                                               |
| Conservarea momentului cinetic L = r × p                            | Invarianța la rotație                       | Invarianța Poincaré                         | 3                                                                       | Rotația spațiului în jurul axelor x,y,z                                           |
| Conservarea impulsului 3-vectorului N = tp - Er                     | Invarianța impulsului Lorentz               | Invarianța Poincaré                         | 3                                                                       | Impulsul Lorentz al spațiu-timpului pe axele x,y,z                                |
| Conservarea sarcinii electrice                                      | Invarianța gauge a U(1)Q                    | Invarianța gauge a U(1)Q                    | 1                                                                       | Translația câmpului potențial scalar electrodinamic pe axa V (în spațiul fazelor) |
| Conservarea sarcinii de culoare                                     | Invarianța gauge a SU(3)C                   | Invarianța gauge a SU(3)C                   | 3                                                                       | Translația câmpului potențial cromodinamic pe axele r,g,b (în spațiul fazelor)    |
| Conservarea izospinului slab⁠(d)                                     | Invarianța gauge a SU(2)L                   | Invarianța gauge a SU(2)L                   | 1                                                                       | Translația câmpului potențial slab pe axe în spațiul fazelor                      |
| Conservarea diferenței dintre numerele barionice și leptonice B – L | Invarianța gauge a U(1)B – L                | Invarianța gauge a U(1)B – L                | 1                                                                       |                                                                                   |

O altă simetrie exactă este simetria CPT⁠(d), inversarea simultană a coordonatelor de spațiu și timp, împreună cu interschimbarea tuturor particulelor cu antiparticulele lor. Însă fiind o simetrie discretă, teorema lui Noether nu se aplică acesteia. În consecință, mărimea conservată, paritatea CPT, nu poate fi calculată sau determinată în mod semnificativ.

## Legi de conservare aproximative
De asemenea, există legi de conservare aproximative. Acestea sunt aproximativ adevărate în situații particulare, cum ar fi viteze scăzute, scări de timp scurte sau anumite interacțiuni.
- Conservarea energiei mecanice
- Conservarea masei (aproximativ adevărată pentru viteze nerelativiste)
- Conservarea numărului barionic[3] (v. anomalia chirală)
- Conservarea numărului leptonic[3] (în modelul standard)
- Conservarea aromei (nu și la interacțiunea slabă)[3]
- Conservarea stranietății (nu și la interacțiunea slabă)[3]
- Conservarea parității (nu și la interacțiunea slabă)[3]
- Conservarea parității sarcinii⁠(d) (nu și la interacțiunea slabă)[3]
- Conservarea parității T (nu și la interacțiunea slabă)[3]
- Conservarea parității CP⁠(d) (nu și la interacțiunea slabă);[3] în modelul standard aceasta este echivalentă cu conservarea parității T.

## Legi de conservare globale și locale
Cantitatea totală a unei mărimi care se conservă din univers ar putea rămâne neschimbată dacă o cantitate egală ar apărea într-un punct A și ar dispărea simultan dintr-un alt punct, separat, B. De exemplu, o cantitate de energie ar putea apărea pe Pământ fără a modifica cantitatea totală din univers dacă aceeași cantitate de energie ar dispărea din altă regiune a universului. Această formă slabă de conservare „globală” nu este de fapt o lege a conservării, deoarece nu este invariant Lorentz⁠(d), astfel încât fenomene ca cele de mai sus nu apar în natură. Datorită relativității restrânse, dacă apariția energiei în A și dispariția energiei în B sunt simultane într-un sistem de referință inerțial, ele nu vor fi simultane în alte sisteme de referință inerțiale care se deplasează față de primul. Într-un sistem în mișcare, una va apărea înaintea celeilalte; fie energia din A va apărea înainte, fie după ce energia din B dispare. În ambele cazuri, în timpul intervalului energia nu se va conserva.
O formă mai puternică de lege a conservării necesită că, pentru modificarea cantității unei mărimi care se conservă într-un punct, trebuie să existe o curgere sau un flux al cantității intrate sau ieșite din acel punct. De exemplu, cantitatea de sarcină electrică dintr-un punct nu se schimbă niciodată fără un curent electric în sau din punctul respectiv. Deoarece implică doar schimbări continue locale⁠(d), acest tip mai puternic de lege de conservare este invariant Lorentz; o cantitate care se conservă într-un sistem de referință se conservă în toate sistemele de referință în mișcare.  Aceasta se numește lege de conservare locală. Conservarea locală implică și conservarea globală; cantitatea totală a mărimii care se conservă din univers rămâne constantă. Toate legile de conservare enumerate mai sus sunt legi de conservare locale. O lege de conservare locală este exprimată matematic printr-o ecuație de continuitate, care afirmă că modificarea cantității dintr-un volum este egală cu fluxul net total al cantității prin suprafața volumului.